# Helicoma intermedium
Helicoma intermedium är en svampart som först beskrevs av Penz. & Sacc., och fick sitt nu gällande namn av Linder 1929. Helicoma intermedium ingår i släktet Helicoma och familjen Tubeufiaceae.   Inga underarter finns listade i Catalogue of Life.